# Балюстрада
Балюстрадата (на френски: balustrade; на италиански: balaustrata) е невисок парапет, чиято ръкохватка се поддържа от струговани стълбчета, наречени балюстри. Предназначена е за предпазване от падане при тераси, стълбища, балкони, ложи, галерии и други. Понякога балюстради могат да се видят и на покривите на ренесансови сгради. Често се ползва за разделяне на общо пространство и оформяне на площи с различни функции, както например във Версай, където позлатена балюстрада отделя кралското легло от останалата част на помещението. Линията на балюстрадата може да бъде както права, така и извита в някаква форма, обикновено част от окръжност или елипса.

## Етимология
Терминът произлиза от думата балюстра, означаваща обработена колонка и е въведен през 17 век в Италия. Самата дума „балюстра“ е навлязла в българския език от френското balustre, през италиански balaustro. Според Оксфордския речник в италианския се появява от латинския, навлязла в него от гръцката дума „βαλαύστιον“. Наречена е така заради приликата на издутата част на обработената колонка с полуразтворен цвят на нар.

## История
Най-ранната информация за използване на балюстради идва от древни барелефи и стенописи, датирани между 13 и 7 век пр.н.е. В изображенията на древните асирийски дворци могат да се видят балюстради с йонийски капители, използвани като декорация по прозорците. Интересно е, че поставянето им като парапети прекъсва за доста дълъг период от време. По време на древногръцката и древноримска архитектура, характерни с многото си нови идеи, балюстрадите напълно са изчезнали. Римляните предпочитат да използват решетъчни мотиви при парапетите си. Появяват се отново чак през 15 век, когато започва използването им в строителството на италианските дворци, най-напред във Венеция и Верона. Има данни, че във Флоренция балюстрадите се появяват дори по-рано, в края на 14 век. Италианските майстори успяват да създадат от балюстрадите силно налагащ се архитектурен елемент, от съществено значение за декорацията на тераси, прозорци, покривни парапети и други.

## Вид и материали
През 1650 година се появяват балюстрите с формата на ваза, която форма остава най-характерна за тях през годините. Във Великобритания през 18 век започва изработката на каменни балюстради, а от 1840 година – и на чугунени. Класическата ренесансова балюстрада съдържа широк, монолитен парапет, подкрепен от поредица от по-тесни балюстри, обработени в свободна или традиционна форма. В екстериора се изгражда от камък, а в интериора – най-често от дърво.
Готическите балюстради се характеризират с тънки и дълги балюстри, завършващи с остри върхове. Балюстрите по време на френския Ренесанс са съставени обикновено от две издути части, една над друга. Долната е по-дебела и с по-богата декорация, а горната е по-малка и по-тясна. Въвеждането на този вид балюстради във Франция се дължи на ренесансовия архитект от 16 век Филибер Делорм.
В будистката архитектура на Индия често се ползват къси и масивни балюстри. Те са особено характерни за архитектурата на пещерния храм Елора и на храмовете край град Аурангабад в щат Махаращра.
Днес балюстрадите продължават да се използват с голямо разнообразие от форми и материали, от най-прости дървени, струговани, от ковано желязо и други, както за декоративни, така и за практически цели. В съвременните балюстради опорните колонки често са метални и поставени далеч една от друга, като носещ елемент на хоризонталните ръкохватки и панелите от стъкло или пластмаса.

## Елементи
Всяка балюстрада се състои от четири части – цокъл, опорен стълб, балюстри и ръкохватка.
- Цокълът представлява една непрекъсната греда, която носи горните части на балюстрадата и осъществява връзката между нея и пода на помещението, в което е поставена.[2]

- Балюстрите са обработени колонки, поддържащи ръкохватката. В зависимост от предназначението си и пространството, в което са поставени, те могат да бъдат изработени от дърво, камък, цимент, гипс, бронз, чугун и други материали.[2] Почти винаги са струговани и богато профилирани, а формите им могат да бъдат изключително разнообразни.[1]
- Опорна колона, която се поставя през известно разстояние между балюстрите така, че да предава тежестта на конструкцията към носещата греда (цокъла). Понякога тя е богато декорирана и може да бъде увенчана с някакви скулптурни фигури.[9]
- Ръкохватката служи за подпиране на ръката, както и за фиксиране на балюстрите.[2]

## Примери
Терминът балюстра се прилага и за колонката, разделяща прозореца при саксонската архитектура. Балюстрадата в южния трансепт на абатството в град Сейнт Олбанс, Англия, съдържа балюстри, взети от стара саксонска църква. Към тях са добавени нормандски бази и капители, заедно с най-обикновени, също нормандски балюстри.
Забележителен пример на този архитектурен елемент краси замъка на Велес-Бланко в Андалусия, Испания. Комплексът е построен през 16 век в италиански ренесансов стил. Галерията на втория етаж, с изглед към вътрешния двор, е обрамчена със сложни мраморни балюстради. През 1904 година частта около терасата е разглобена и продадена на американския банкер Джордж Блументал, който я инсталира в дома си в Манхатън. Днес тя се намира в Метрополитън музей на изкуствата в Ню Йорк.
Един от най-ярките представители на сицилианския барок е Колегиалната базилика „Св. Себастиян“ в град Ачиреале, национален паметник на културата. Тя има фасада от бял камък, пред която се извива балюстрада, построена през 1756 година, около 60 години след изграждането на сградата. Опорните ѝ колони са украсени с 10 скулптурни фигури на персонажи от Стария завет.
В Храма на небето, даоистки комплекс от сгради, разположен в южната част на Централен Пекин, има интересна балюстрада. Към красивия мраморен олтар водят 27 стъпала, като всеки трети ред от тях е декориран с кръгови балюстради.
- Стълбищни балюстради в операта в Грац, Австрия
- Балюстрада на мост над р. Сторт в Есекс, Англия
- Балюстрада в двореца Нордкирхен в обл. Косфелд, Германия
- Балюстрада над портата на парка „Горки“ в Минск, Беларус
- Балюстрада на павилион в Отон, Белгия
- Балконска балюстрада в Курсел, Белгия
- Балюстради и атланти в Тулуза, Франция
- Балюстради в хотел „Шамбелан“ в Дижон, Франция
- Балюстрада на Природонаучния музей в Сими, Гърция
- Дървена балюстрада на камбанарията на румънската църква в с. Епископьо, Кипър
- Балюстрада в катедралата „Успение на Пресвета Богородица“ във Вац, Унгария
- Балюстрада в Цвингера, Дрезден, Германия